# 385年
| 千纪： | 1千纪 |
| 世纪： | 3世纪 \| 4世纪 \| 5世纪                                                                                          |
| 年代： | 350年代 \| 360年代 \| 370年代 \| 380年代 \| 390年代 \| 400年代 \| 410年代                                        |
| 年份： | 380年 \| 381年 \| 382年 \| 383年 \| 384年 \| 385年 \| 386年 \| 387年 \| 388年 \| 389年 \| 390年                  |
| 纪年： | 乙酉年（鸡年）；东晋太元十年；前秦建元二十一年，太安元年；后燕燕元二年；后秦白雀二年；西燕更始元年；西秦建义元年 |

## 大事记
- 中国
  - 后秦姚萇縊殺前秦苻堅於新平佛寺。由於前秦鄴城被後燕攻下，苻丕棄鄴城西歸長安，到潞川時張蚝與王騰同迎苻丕到晉陽，得知苻堅被殺的消息後於晉陽稱帝。
  - 慕容垂派遣慕容麟和慕容隆从信都郡攻打勃海郡和清河郡，慕容麟 擊敗及活捉前秦勃海郡太守封懿。
  - 劉牢之於鄴城被慕容垂擊敗，謝安北伐將進攻轉為調整以鞏固黃河防線。
  - 前秦的鮮卑將乞伏國仁在淝水之戰之後造反，後在現甘肅榆中成立秦國，史稱西秦。
  - 仇池氐楊定宣佈復國，並稱藩於東晉，史稱後仇池。
  - 謝安去世，朝廷下詔以司馬道子為揚州刺史、錄尚書事、假節、都督中外諸軍事。
  - 慕容沖在阿房宮即西燕皇帝位。
  - 鮮于乞殺翟真及翟氏族人，創建趙国，自立為趙王。不久，鮮于乞又被翟真的堂弟翟成所殺。

## 出生
- 謝靈運——南朝文學家（433年去世，48岁）。

## 逝世
- 8月22日——謝安，陳郡陽夏（今河南省太康縣）人，東晉政治家，軍事家。
- 10月16日——前秦宣昭帝苻堅（338年出生，47岁）
- 鮮于乞，十六國時期趙国君主。原為丁零部落首領翟真的司馬。